# Mab (księżyc)
Mab (Uran XXVI) – mały wewnętrzny księżyc Urana, będący księżycem pasterskim pierścienia mi. Został odkryty przez Marka R. Showaltera i in. w 2003 roku przy pomocy teleskopu Hubble’a.
Księżyc ten był zbyt mały i ciemny, by mogła go wykryć sonda Voyager 2 podczas swojego przelotu obok Urana. Jego orbita podlega silnym perturbacjom, których przyczyną jest najprawdopodobniej oddziaływanie z jednym bądź kilkoma sąsiednimi satelitami.
Nazwa pochodzi od Mab – królowej wróżek w folklorze angielskim, na jej temat Merkucjo wygłosił monolog w sztuce Williama Szekspira pt. „Romeo i Julia”. Wcześniej księżyc ten nosił tymczasowe oznaczenie S/2003 U1.